# Cardinaux verts
Pour les articles homonymes, voir Cardinal vert (homonymie).
Les cardinaux verts sont les vingt-trois signataires de La Supplique aux évêques, lettre rendue publique par Le Figaro le 26 mars 1906.
Le surnom « cardinaux verts » est un sobriquet donné aux signataires de la supplique, par référence à l'habit vert, car six d'entre eux sont membres de l'Académie française et cinq autres, membres de l'Institut de France. La lettre est aussi connue comme La Supplique des cardinaux verts et La Lettre des cardinaux verts.

## Contexte
La lettre fait suite à l'encyclique Vehementer nos du 11 février 1906, par laquelle le pape Pie X condamne la loi Briand de séparation des Églises et de l'État du 9 décembre 1905, qui met fin au régime concordataire,.

## Présentation
La lettre est adressée à l'épiscopat de l'Église catholique en France. Elle l'invite à accepter la constitution d'associations cultuelles,.
La lettre est rédigée à l'initiative de Ferdinand Brunetière et par celui-ci. Pour sa rédaction, Brunetière, directeur de la Revue des Deux Mondes, prend les conseils de Denys Cochin, député de la Seine, d'Henri Lorin, président des Semaines sociales de France, ainsi que de Georges Goyau et Paul Thureau-Dangin, tous deux historiens.
Ses vingt-trois signataires sont, outre Brunetière, Cochin, Lorin, Goyau et Thureau-Dangin : le prince Auguste d'Arenberg, André Aucoc, le comte Maurice de Caraman, Léonce de Curières de Castelnau, Léon Devin, Albert Gigot, le comte d'Haussonville, le comte Hilaire de Lacombe, Albert de Lapparent, Anatole Leroy-Beaulieu, Georges Picot, Edmond Rousse, Maurice Sabatier, Raymond Saleilles, le marquis de Ségur, Émile Senart, Albert Vandal et le marquis Melchior de Vogüé.
Six des signataires sont membres de l'Académie française, à savoir : Brunetière, Haussonville, Rousse, Thureau-Dangin, Vandal et Vogüé ; cinq autres signataires sont membres de l'Institut de France, à savoir : Arenberg, Lapparent, Leroy-Beaulieu, Picot et Senart.
Trois des signataires sont des parlementaires : Cochin, orléaniste, est député de la Seine ; Curières de Castelnau, député de l'Aveyron, est président du groupe Action libérale ; Caraman est député de Seine-et-Oise. Trois autres des signataires sont d'anciens parlementaires : Arenberg, ancien député du Cher, est président de la Compagnie du Canal de Suez et vice-président du Jockey Club de Paris, ; Haussonville et Ségur, tous deux anciens députés de Seine-et-Marne. Ancien magistrat, Curières de Castelnau est avocat. Devin, ancien bâtonnier du barreau de Paris, a plaidé pour le collège Stanislas et pour La Croix. Gigot, ancien préfet de police de Paris, est président du conseil de fabrique de la paroisse Saint-Honoré-d'Eylau. Saleilles est professeur à la faculté de droit de Paris et lié à Jules-Auguste Lemire et Eudoxe Irénée Mignot. Aucoc est un joaillier.
Le 26 mars 1906, Julien de Narfon rend publique la lettre, contre le gré de ses signataires.

## Suites
Si la lettre est reçue favorablement par la majorité des évêques français, elle déplaît à Rome. Le 24 mars 1906, La Croix publie une note de l'Osservatore Romano dans laquelle la lettre est présentée comme une « initiative incorrecte ». Les cardinaux verts ne sont pas suivis. Par l'encyclique Gravissimo officii munere du 10 août 1906, Pie X refusera la création des associations cultuelles.

### Texte intégral
- [Narfon 1906] Julien de Narfon, « La Supplique aux évêques : texte intégral », Le Figaro, 3e série, vol. 52e année, no 85,‎ 26 mars 1906, p. 1, col. 6, et 2, col. 1 (lire en ligne sur Gallica, consulté le 10 novembre 2018).